# Франческо Гварді
Франческо Ґварді (італ. Francesco Guardi; 5 жовтня 1712, Венеція — 1 січня 1793, Венеція) — італійський художник, представник венеційської школи, майстер пейзажів, реальних і фантазійних. Працював разом зі старшим братом, створюючи разом релігійні композиції, натюрморти, пейзажне тло його картин.

## Життєпис

### Батько
У 1690 р. 12-річний Доменіко Ґварді, син ремісника з Венеції (майбутній батько художника) покинув місто заради навчання у Відні. Подорожі до столиці Австрійської імперії сприяв дядько, що узяв шлюб з жінкою з Австрії. Перебування і навчання у Відні затяглося на 10 років. І Доменіко, що опанував художнє ремесло та німецьку мову, привіз у Венецію ще й дружину німкеню та сина — первістка Джованні Антоніо. Художня манера Доменіко Ґварді відрізнялася від манери, якої на той час дотримувались у Венеції, вона була дещо незвичною, екзотичною. Через два роки Доменіко (якого встигли забути в Венеції) вдалося отримати дозвіл на відкриття власної майстерні в приході Санті Апостолі. Майстерня виконувала замови на декоративні роботи і створювала образа для невеликих церков. Родина збільшилась, вже у Венеції народилися Цецилія (1704), Ізеппо (1710), Франческо (1712), Нікколо (1715).
У 1716 році у 38-річному віці Доменіко Ґварді помер. Старший син Джованні Антоніо став головою в майстерні. Матеріальний стан родини погіршився і, аби якось прожити, дочку Цецілію віддають на виховання в Оспедалє, венеційський благодійний заклад для дітей з дуже бідних родин.

### Старший брат
Голова майстерні бере замови на декоративні твори і картини з фігурами. З 1730 р. Франческо стає активним помічником Джованні Антоніо, хоча має хист до пейзажного живопису. Суворі умови виживання примушують братів триматися і працювати разом, тому ні про яку самостійність Франческо Ґварді (економічну чи творчу) не йшлося. Аби припиняти суперечки, старший дозволяв молодшому братові вдосталь малювати пейзажне тло на власних картинах. Не мав прав Франческо і на шлюб.

### Пізня самостійність і шлюб

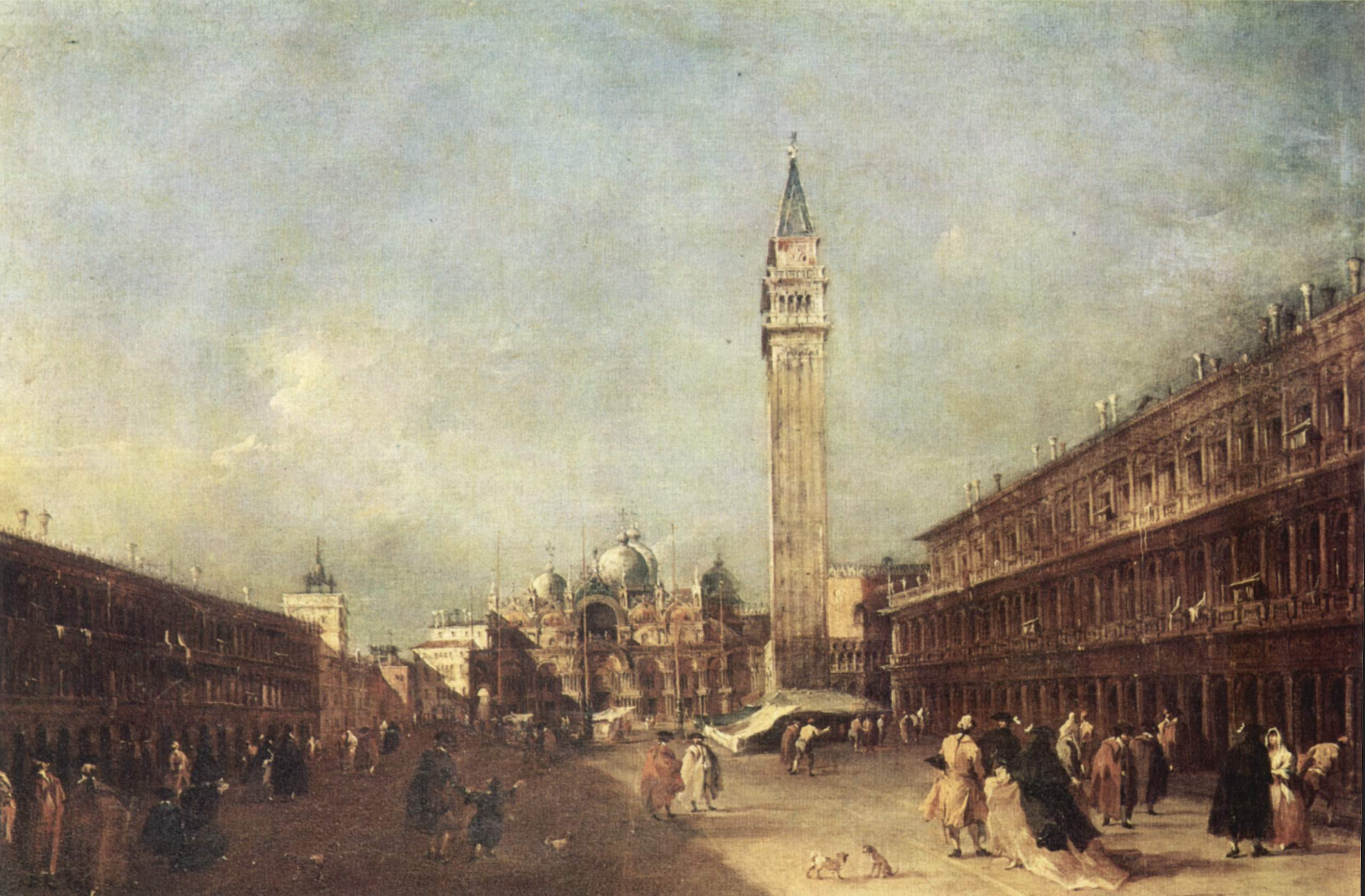
«Площа св. Марка у Венеції», Академія Каррара, Бергамо

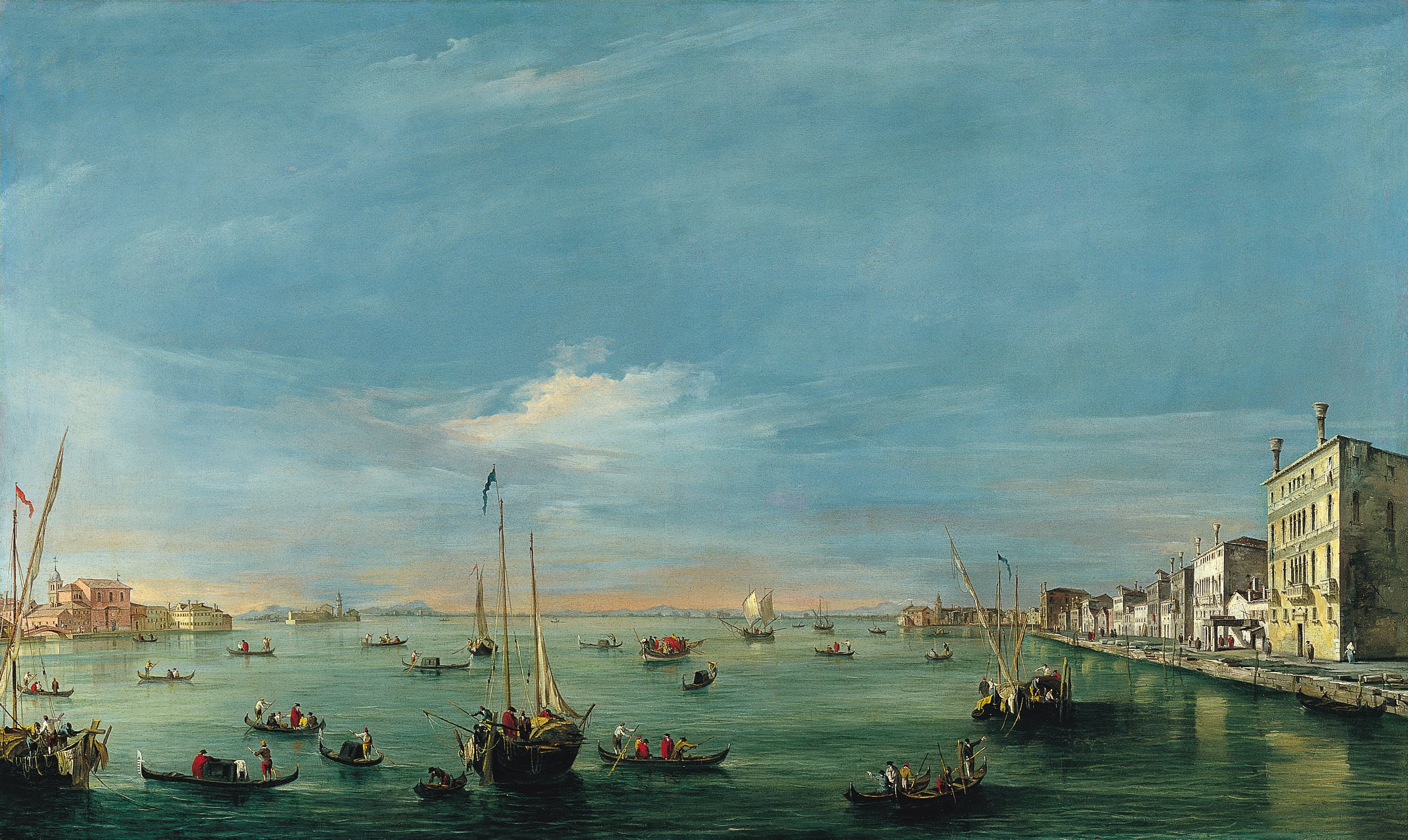
«Краєид на канал Джудекка і Дзаттере», 1757/58, Музей Тиссена-Борнемісса, Мадрид

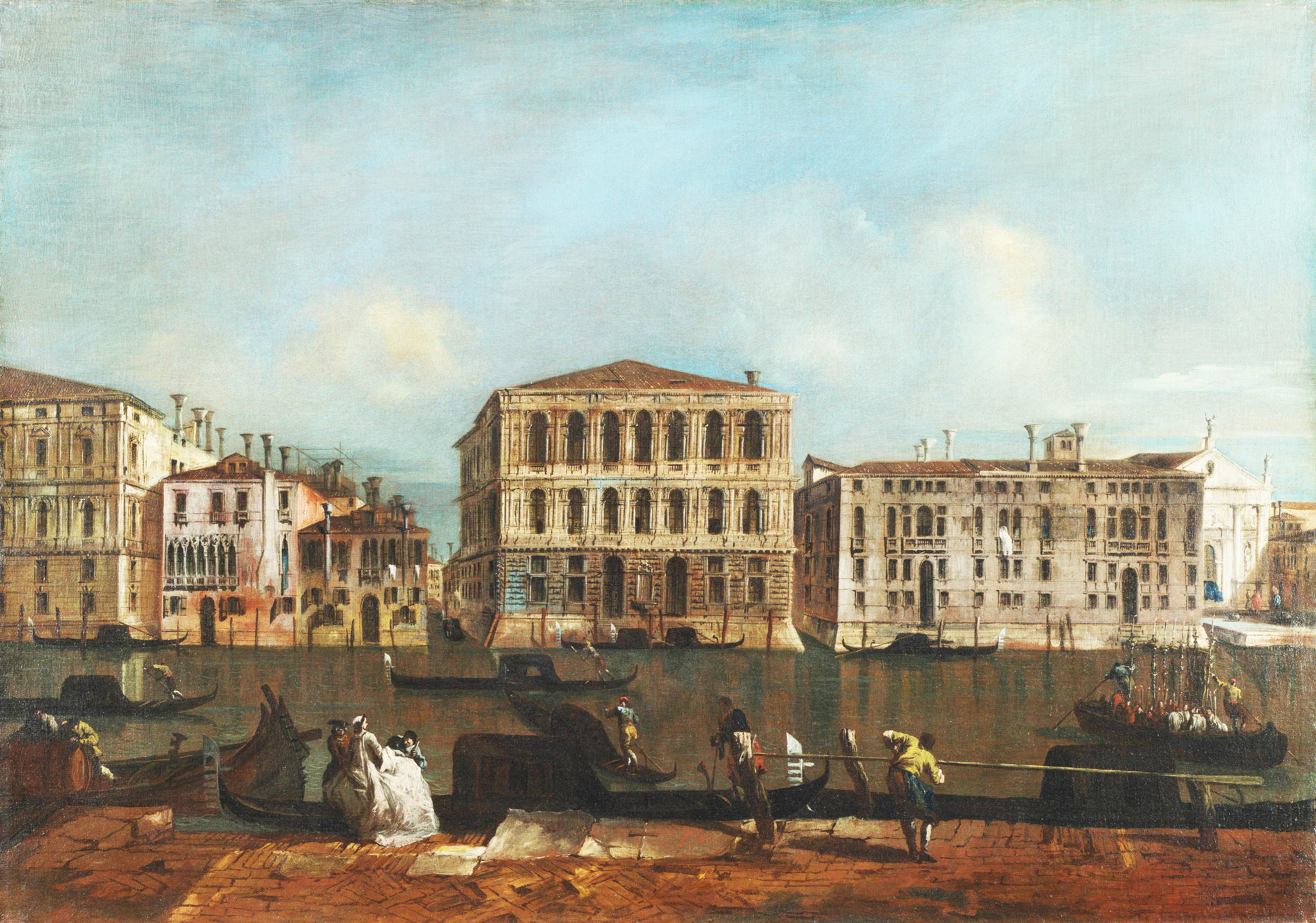
«Венеція: Гранд-канал і Ка' Пезаро», 1755/1760

З новознайдених документів стало відомо, що Франческо Ґварді майже нікуди не виїжджав з Венеції до 1750 р. Старший брат помер, і майстерня перейшла у власність до нього. Так до Франческо прийшла пізня економічна і творча самостійність. Приблизно з цього часу і виникає більша кількість реальних і фантазійних пейзажів майстра, що відійшов від створення картин з фігурами. Лише у 1757 р. Франческо бере шлюб з Марією Паґані. У родині зростали перші сини. Майстер спеціалізується на створенні ведут та пейзажів. Венеція стає майже обов'язковим пунктом відвідин для багатіїв з Британії, що охоче купують місцеві краєвиди на згадку про відвідини столиці Адріатики. В самій Венеції пейзажі не мають престижу. І в рік прийняття художника Франческо Ґварді в Корпорацію венеційських живописців посадовці довго відшукували дипломатичну формулу для назви картин Франческо.
У Британії, навпаки, почалося підвищення престижу пейзажного живопису, що відбилося в моді на пейзажні твори майстрів Франції (Нікола Пуссен, Клод Лоррен) та голландців XVII ст. Пейзажі залюбки створював і англієць Томас Ґейнсборо. Згодом, в творчості англійських майстрів Вільяма Тернера, Бонінґтона Паркса, Джона Констебла — пейзаж посів провідні місця. Все це сприяло народженню міжнародної слави Франческо Ґварді, що фактично розпочалася в Британії.

### Допомога Цецілії

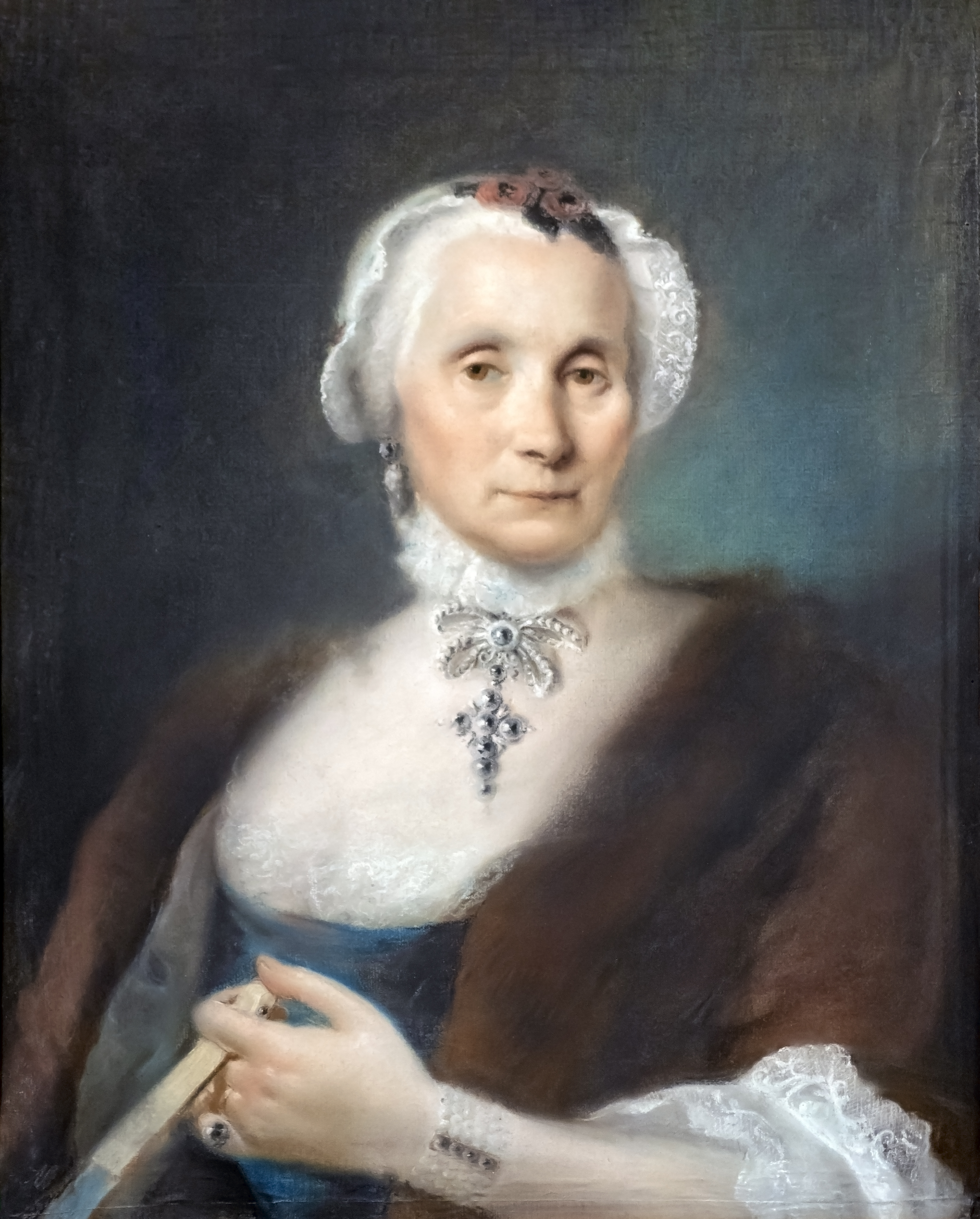
Портрет Цецілії Гварді, Музей Венеції 18 століття

Молода і нестримна в почуттях Цецілія Ґварді (1702—1779) витримала в Оспедалє лише декілька років. Романтичні стосунки, що пов'язали її та молодого художника Джамбаттіста Тьєполо, який виконував декоративні роботи в Оспедалє, закінчилися таємною втечею з монастирського закладу. Молоді вінчалися, а з часом художник та колишня вихованка Оспедалє стали батьками десяти дітей. Завдяки наполегливій праці родина не знала злиднів.
Після передчасної смерті Марії Паґані, Цецілія забере в свою родину ще й синів Франческо. Поміч Цецилії та її чоловіка Джованні Баттіста Тьєполо вивільнить руки Франческо Ґварді для творчості. В оселю Ґварді сини Вінченцо та Джакомо повернуться лише після смерті тітки Цецілії, що заміняла їм рідну матір. Вінченцо стане священником, а Джакомо — художником і помічником батька.

### Смерть
Франческо Ґварді помер у Венеції 1 січня 1793 р. Його син успадкував майстерню, продовжив робити картини в стилістиці батька, чим заплутав не один десяток мистецтвознавців.

## Вибрані твори

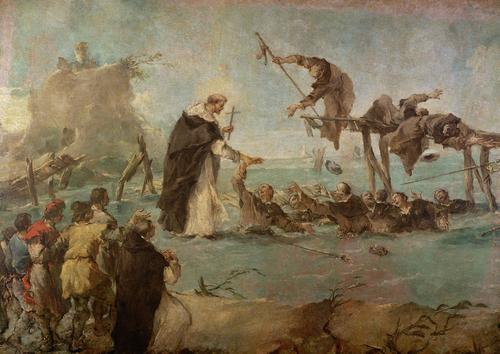
«Чудо святого домініканця», 1763. Музей історії мистецтв, Відень

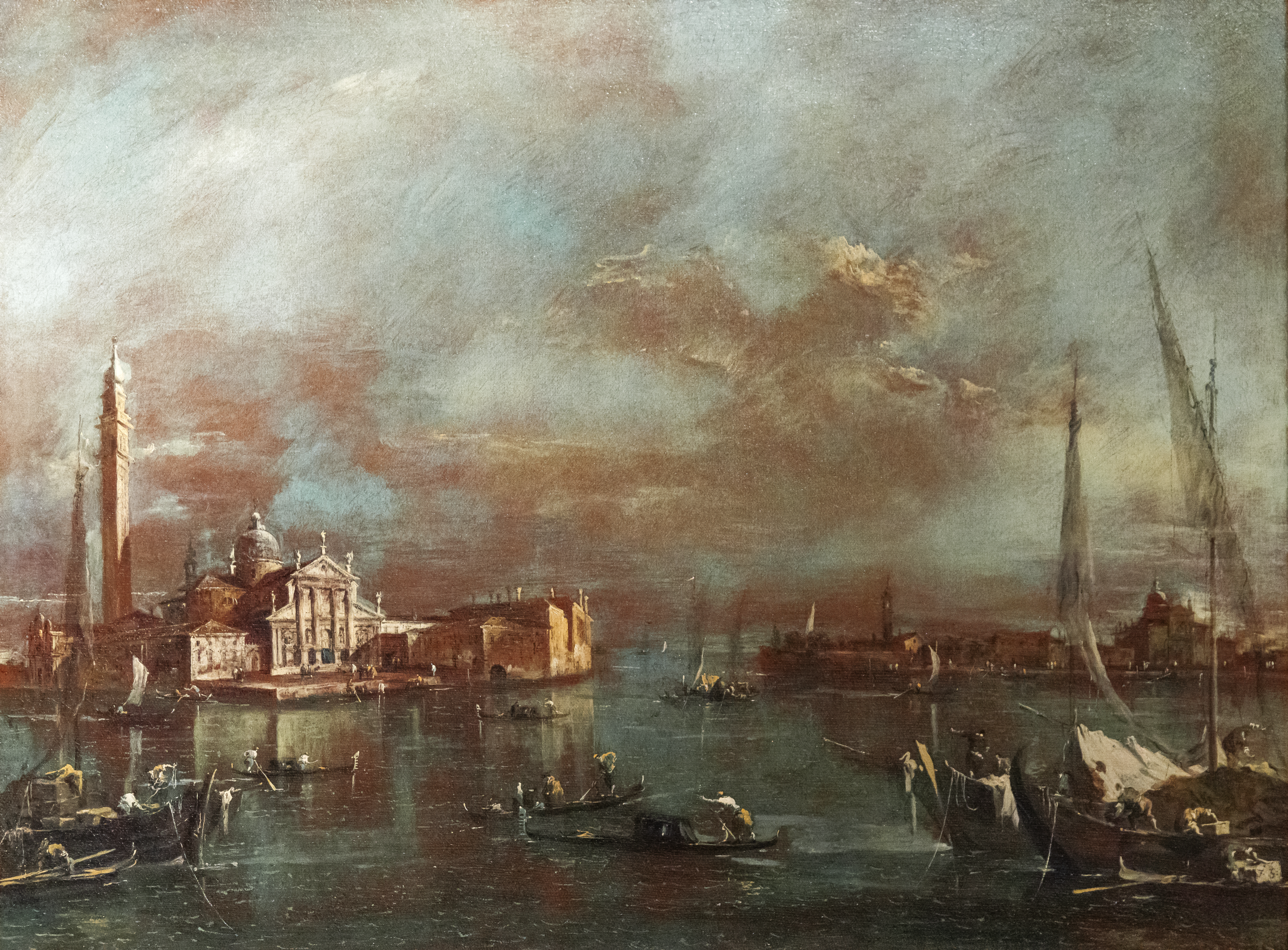
«Краєвид на острів Сан-Джорджо та Джудекку», бл. 1774. Галерея Академії, Венеція

«Пожежа на олійних складах у кварталі Сан-Маркуола», бл. 1774. Галерея Академії, Венеція

- «Натюрморт з золоченою вазою», приватна збірка
- «Краєвид у Венеції»
- «Олександр Македонський перед трупом царя Персії Дарія», Музей образотворчих мистецтв імені Пушкіна, Москва
- «Пейзаж з деревами», Ермітаж, Санкт-Петербург
- «Венеційська площа з палацом», Ермітаж, Санкт-Петербург
- «На острові Сан-Джорджо-Маджоре в Венеції», Ермітаж, Санкт-Петербург
- «Дож Венеції — на П'яцетта під час свята», 1758, Лувр, Париж
- «Кімната візитів монастиря Сан-Дзаккарія», 1750
- «Прощання Товія зі сліпим батьком», ц-ва дель Анджело Рафаеле
- «Янгол і Товія», 1752, ц-ва дель Анджело Рафаеле
- «Вид на канал Джудекка і Дзаттере», 1757—1758, Музей Тиссена-Борнемісса, Мадрид
- «Чудо святого домініканця», 1763. Музей історії мистецтв, Відень
- «Краєвид на острів Сан-Джорджо та Джудекку», бл. 1774. Галерея Академії, Венеція
- «Вхід до Арсеналу у Венеції», 1777—1793, Музей історії мистецтв, Відень
- «Пожежа на олійних складах у кварталі Сан-Маркуола», 1789. Галерея Академії, Венеція
- «Міст Ріальто і палаццо Камерленгі у Венеції», приватна збірка
- «Фантазійний пейзаж з пірамідою», Музей стародавнього мистецтва, Рим
- «Фантазійна готична брама з фігурами перехожих», Академія Каррара, Бергамо
- «Візит дожа до церкви Санта-Марія-делла-Салуте», Лувр, Париж
- «Галера „Бучінторо“ на пристані Сан-Нікколо-дель-Лідо», Лувр, Париж
- «Публічна аудієнція венеційського дожа», Лувр, Париж
- «Папа римський Пій VI благословляє венеційців на площі Сан-Дзаніполо», Ашмолеан музей, Оксфорд
- «Концерт вихованок Оспедале Ла П'єта», Стара пінакотека, Мюнхен
- «Шторм на морі», кастелло Сфорцеско, Мілан
- «Гондола у сутінках», музей Польді-Пеццолі, Мілан
- «Фантазія з руїнами», Лондон
- «Свято на площі св. Марка у присутності дожа», Лувр, Париж